# زرین‌رود
زرین‌رود یکی از شهرهای ایران در استان زنجان است. این شهر مرکز بخش بزینه‌رود شهرستان خدابنده است. جمعیت این شهر بر طبق سرشماری سال ۱۳۹۵، ۹،۳۱۴ نفر بوده‌است.
بخش بزینه‌رود جز بزرگترین بخش‌های شمال غربی ایران به حساب می‌آید. شهر زرین‌رود بعد از شهر قیدار پرجمعیت ترین شهر شهرستان خدابنده می‌باشد.
این شهر به دلیل قرار گرفتن در جاده ترانزیت تبریز ، زنجان و همدان از جایگاه ممتازی برخوردار است.
ساکنان این شهر ، به زبان ترکی آذربایجانی صحبت می‌کنند.
زرین رود به علت وجود باغ‌های فراوان انگور و زمین‌های حاصل خیز گندم شهرت فروانی دارد.شغل کنونی اکثر مردم این شهر کشاورزی بوده و در ایام گذشته دام پروری نیز در این شهر رونق داشت .
مهمترین سوغات این شهر انگور می‌باشد.

## موقعیت
شهر زرین رود در بخش بزینه رود استان زنجان قرار دارد.
بخش بزینه رود از شمال به بخش مرکزی شهرستان خدابنده از جنوب به شهرستان کبودرآهنگ از غرب به بخش افشار و از شرق به شهرستان رزن قرار دارد.
بخش بزینه رود داری چهار مرز خشکی با استانهای زنجان، همدان،قزوین و کردستان دارد.

## کشف زرین غار
در اسفند ماه سال ۱۳۸۴ بعد از زلزله ای در بخش بزینه‌رود، مردم روستای قیاسکندی ( از روستاهای بخش بزینه‌رود  ) متوجه وجود غار شدند و به کارشناسان منطقه گزارش دادند. این غار یکی از زیباترین غارهای کشف شده در  استان زنجان می‌باشد که در ضلع غربی جاده ترانزیت زنجان – همدان و در ۱۲ کیلومتری شهر زرین رود مشرف به روستای قیاسکندی و در طول محور غارهای علیصدر و کتله خور قرار گرفته‌است.
زرین غار از شمال به شهر قیدار از جنوب به شهر شیرین سو از شرق به شهر دمق واز غرب به شهر گرماب منتهی می‌شود.